# Pieter Oosterhoff
Pour les articles homonymes, voir Oosterhoff.
Pieter Theodorus Oosterhoff, né le 30 mars 1904 à Leeuwarden et mort le 14 mars 1978 à Leyde, est un astronome néerlandais.
Il était le co-administrateur, avec Jan Oort, de l'Observatoire de Leyde aux Pays-Bas.
Ses articles publiés concernent principalement les étoiles variables et la photométrie. Il est surtout connu pour son observation de 1939 selon laquelle il semble y avoir deux populations d'amas globulaires en fonction des périodicités de leurs étoiles variables de type RR Lyrae. Ces deux populations sont devenues connues sous le nom de groupes Oosterhoff, nommés d'après lui.
Entre 1951 et 1952, il fut secrétaire général assistant de l'Union astronomique internationale puis secrétaire général de 1952 à 1958. En 1954, il fut l'un des douze astronomes européens qui ont rédigé une déclaration qui a conduit à la formation de l'ESO.
L'astéroïde (1738) Oosterhoff porte son nom.